# Dianne Foster
Dianne Foster (eigentlich Olga Helen Laruska; * 31. Oktober 1928 in Edmonton, Alberta, Kanada; † 27. Juli 2019 in Hidden Hills, Kalifornien, Vereinigte Staaten) war eine kanadische Schauspielerin.

## Leben
Dianne Foster wurde 1928 unter dem Namen Olga Helen Laruska als Kind ukrainischer Eltern im kanadischen Edmonton geboren. Bereits im Alter von dreizehn Jahren begann sie ihre Laufbahn als Schauspielerin in Theaterstücken von J. M. Barrie, Agatha Christie und Orson Welles. Mit vierzehn Jahren zog Foster mit ihrer Familie nach Toronto und begann eine Laufbahn im Radio. So war sie unter anderem für die Canadian Broadcasting Corporation tätig und trat in einem Radiohörspiel von The Adventures of Harry Lime als Sprecherin auf, wobei sie abermals mit Orson Welles arbeitete.
Foster zog 1951 nach London und gab im selben Jahr ihr Filmdebüt in einer britischen Filmproduktion. Ihre erste größere Rolle erhielt sie 1953 in Bad for Each Other an der Seite von Charlton Heston und Lizabeth Scott. 1954 wurde Foster bei Columbia Pictures unter Vertrag genommen. Sie zog nach Hollywood und spielte noch im selben Jahr ihre erste Hauptrolle im Film noir Drive a Crooked Road als Filmpartnerin von Mickey Rooney.
In den folgenden Jahren war Foster in mehreren großen Filmproduktionen zu sehen. So spielte sie 1955 die weibliche Hauptrolle der Hannah Bolen im Western Der Mann aus Kentucky an der Seite von Burt Lancaster. 1957 war sie als Filmpartnerin von James Stewart im Western Die Uhr ist abgelaufen zu sehen. Im selben Jahr spielte Foster zudem die weibliche Hauptrolle der Joanna Delafield in John Fords Chefinspektor Gideon. Ihre letzte große Rolle erhielt sie 1958 in Das letzte Hurra, ebenfalls ein Film von John Ford. 1963 beendete Foster ihre Filmkarriere mit einer Rolle in der Komödie Who's Been Sleeping in My Bed? mit Dean Martin.
Neben ihrer Filmkarriere trat Dianne Foster auch als Gastdarsteller in diversen Fernsehserien auf, darunter 1960 in Bonanza sowie in Have Gun – Will Travel. Zwischen 1962 und 1965 trat sie in insgesamt vier Folgen von Perry Mason auf. Foster blieb auch nach dem Ende ihrer Filmkarriere als Fernsehdarstellerin aktiv, ehe sie sich nach mehreren Auftritten in  Westernserie wie Big Valley im Jahr 1966 ganz von der Schauspielerei zurückzog.
Dianne Foster war dreimal verheiratet und wurde Mutter von drei Kindern. Ihre letzte Ehe mit dem Zahnarzt Harold Rowe hielt von 1961 bis zu dessen Tod im Jahr 1994 an. Die zwei vorherigen Ehen mit Andrew Allen und Joel Murcott wurden geschieden.
Foster lebte zuletzt in Kalifornien. Sie starb am 27. Juli 2019 im Alter von 90 Jahren. Ihr Grab befindet sich an der Seite ihres letzten Ehemannes auf dem Westwood Village Memorial Park Cemetery.

## Filmografie (Auswahl)

### Filme
- 1953: Bad for Each Other
- 1953: The Steel Key
- 1954: Drive a Crooked Road
- 1954: The Bamboo Prison
- 1955: Der Mann aus Kentucky (The Kentuckian)
- 1955: The Violent Men
- 1957: Die Uhr ist abgelaufen (Night Passage)
- 1957: Chefinspektor Gideon (Gideon’s Day)
- 1957: The Brothers Rico
- 1957: Monkey on My Back
- 1958: Durchbruch bei Morgenrot (The Deep Six)
- 1958: Das letzte Hurra (The Last Hurrah)
- 1961: The Big Bankroll
- 1963: Wer hat in meinem Bett geschlafen? (Who's Been Sleeping in My Bed?)

### Fernsehserien
Soweit nicht anders erwähnt jeweils eine Folge
- 1960: New Orleans, Bourbon Street (Bourbon Street Beat)
- 1960: Bonanza
- 1960: Have Gun – Will Travel
- 1960/1963: 77 Sunset Strip (zwei Folgen)
- 1960/1963: Hawaiian Eye (zwei Folgen)
- 1962: Kein Fall für FBI (The Detectives)
- 1962: Rauchende Colts (Gunsmoke)
- 1962–1965: Perry Mason (vier Folgen)
- 1965: Auf der Flucht (The Fugitive)
- 1965: Privatdetektivin Honey West (Honey West)
- 1966: Big Valley (The Big Valley)
- 1966: Verrückter wilder Westen (The Wild Wild West)